# Edificio en calle El Camí 1 de Alcoy

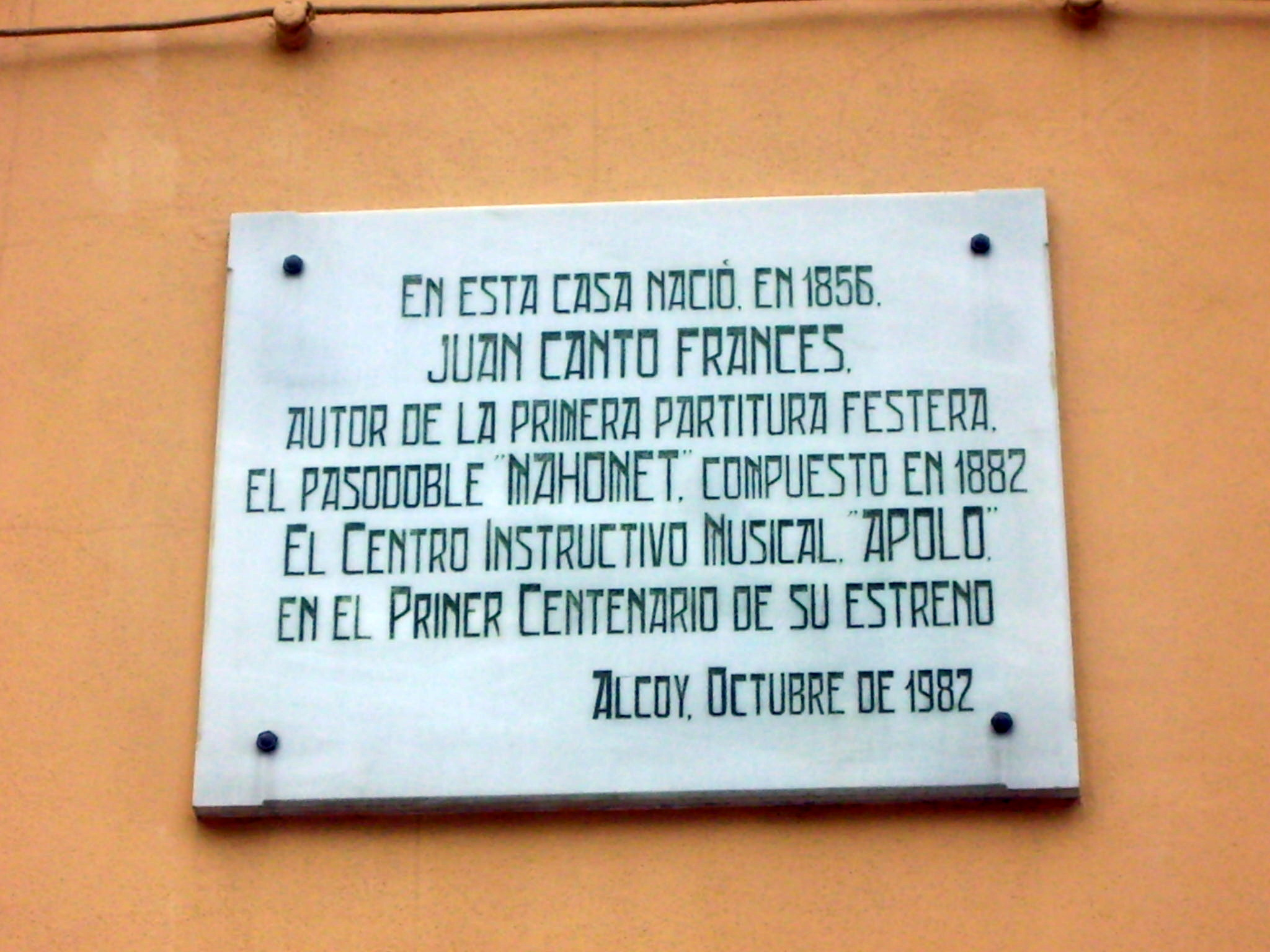
Placa conmemorativa casa natalicia de Juan Cantó Francés.

El edificio en la calle El Camí 1, situado en la ciudad de Alcoy (Alicante), España, es un edificio residencial de estilo modernista valenciano construido en el año 1907, que fue proyectado por el arquitecto Timoteo Briet Montaud.

## Descripción
El edificio fue realizado por el arquitecto contestano Timoteo Briet Montaud en 1907. Hace chaflán con la calle Sant Nicolau y tiene vistas a la parte final del parque de la Glorieta de Alcoy. Consta de planta baja y tres alturas. En el edificio destaca la decoración de estilo modernista de la corriente austriaca Sezession, típica en todas las obras modernistas del arquitecto.
En la planta baja destacan las puertas de estilo modernista trabajadas en madera. En la primera y segunda altura se hallan balcones con forja de hierro con una mínima decoración floral. En la primera y tercera altura, así como en el remate del edificio se aprecia ornamentación de tipo geométrico de estilo típicamente Sezession.
El edificio es la casa natal del compositor alcoyano Juan Cantó Francés. En 1982 se colocó en la planta baja una placa conmemorativa que recuerda su nacimiento en la casa en el año 1856.